# Comuna Bahtîn, Murovani Kurîlivți
Bahtîn (în ucraineană Бахтин) este o comună în raionul Murovani Kurîlivți, regiunea Vinnița, Ucraina, formată din satele Bahtîn (reședința), Bahtînok, Novosilka și Voronivți.

## Demografie
Componența lingvistică a satului Bahtîn
     Ucraineană (99,1%)
     Alte limbi (0,9%)
Conform recensământului din 2001, majoritatea populației satului Bahtîn era vorbitoare de ucraineană (99,1%), existând în minoritate și vorbitori de alte limbi.